# UFC 296
UFC 296: Edwards vs. Covington fue un evento de artes marciales mixtas producido por Ultimate Fighting Championship que se llevó a cabo el 16 de diciembre de 2023 en el T-Mobile Arena en Paradise, Nevada, Estados Unidos.

## Antecedentes
Una pelea por el Campeonato Mundial de Peso Wélter de UFC entre el actual campeón Leon Edwards y el ex-Campeón Interino de Peso Wélter de UFC Colby Covington encabezó el evento.  Belal Muhammad sirvió como respaldo y posible reemplazo para esta pelea.
Una pelea por el Campeonato Mundial de Peso Mosca de UFC se llevó a cabo entre el actual campeón Alexandre Pantoja y el ex campeón de peso mosca de la LFA Brandon Royval. La pareja se reunió previamente en UFC por ESPN: Cannonier vs. Gastelum en agosto de 2021, que Pantoja ganó por sumisión en el segundo asalto.  Se espera que el ex dos veces campeón Brandon Moreno sirva como respaldo y posible reemplazo para esta pelea. 
Se esperaba que en este evento se llevara a cabo una pelea de peso pluma entre el ex retador interino del Campeonato de Peso Pluma de UFC Josh Emmett y Giga Chikadze, pero Chikadze se retiró debido a un desgarro en la ingle y fue reemplazado por Bryce Mitchell. 
Una pelea de peso wélter entre Ian Machado Garry y Vicente Luque se esperaba que tuviera lugar en el evento en la cartelera principal, pero fue descartada después de que Garry se retirara por habérsele diagnosticado neumonía la semana del evento.
Una pelea de peso wélter entre Randy Brown y Muslim Salikhov se esperaba que tuviera lugar en el evento, pero la pelea fue descartada después de que Brown se retirara por haber enfermado durante la semana del evento.

## Resultados
1. ↑  Por el Campeonato Mundial de Peso Wélter de UFC.
2. ↑  Por el Campeonato Mundial de Peso Mosca de UFC.

## Bonificaciones
Los siguientes peleadores recibieron bonos de $50.000.
- Pelea de la Noche: Irene Aldana vs. Karol Rosa
- Actuación de la Noche: Josh Emmett, Ariane Lipski y Shamil Gaziev